# President’s Cup 2014
Der President’s Cup 2014 war ein Tennisturnier der ATP Challenger Tour 2014 für Herren und ein Tennisturnier des ITF Women’s Circuit 2014 für Damen in Astana. Sie fanden zeitgleich vom 21. bis zum 27. Juli 2014 statt.